# Золотий Купідон
«Золотий Купідон» (біл. Залаты Купідон) — літературна премія, яка присуджується переможцю Республіканського літературного конкурсу «Найкраща книга року». Присуджувалась у 2006-2014 роках. Переможці ставали відомими у День білоруської писемності. Національну літературну премію вважають наступницею «Золотого Купідона».

## Історія
Літературна премія «Золотий Купідон» була затверджена у 2006 році Радою міністрів Республіки Білорусь. Засновниками літературного конкурсу є Міністерства інформації, культури та освіти Республіки Білорусь, Союз письменників Білорусі, Мінський міськвиконком. Перше нагородження відбулося 2 вересня 2007 року в Шклові під час святкування 14-го «Дня білоруської писемності».
Ідея заснування премії належала голові Союзу письменників Білорусі, автору багатьох популярних романів Миколі Чаргінцю. Скульптуру виготовлено з бронзи за ескізом скульптора Володимира Жбанова. Ідею літературної премії скульптор втілив в образі прекрасного амура. Статуетка має висоту 30 сантиметрів і важить близько чотирьох кілограмів.

## Опис
У літературному конкурсі твори оцінюються за жанрами. У Положенні про конкурс зазначено, що премії присуджуються за прозу, поезію, драматургію, дитячу літературу та критику. Згідно з умовами конкурсу, роботи мають пройти експертну оцінку профільної секції Спілки письменників Білорусі. Володарі перших місць отримують статуетку «Золотий Купідон», крім того, отримують диплом та грошову премію у розмірі п’ятнадцяти базових величин. За друге місце — премія у розмірі десяти, за третє — у розмірі п’яти базових величин.

## Лауреати

### 2006
- Володимир Гниломедов (проза)
- Віктор Шніп (поезія)
- Іван Муравейко (дитяча література)
- Олесь Мартинович (критика та літературознавство)

### 2007
- Раїса Боровикова (поезія)
- Володимир Гаврилович (проза)
- Анатолій Дзяленджик (драматургія)
- Віктор Гардзей (критика та літературознавство)
- Володимир Липський (дитяча література)
- Володимир Величко, Алесь Мартинович, Василь Ширко (журналістика)
- Іван Чарота (переклад)
- Анатолій Зеков (сатира і гумор)
- Сергій Трахимонак (детектив)
- Володимир Каризна (пісенний жанр)

### 2008
- Валентина Поліканіна (поезія)
- Іван Кананович (проза)
- Наталія Марчук (драматургія)
- Володимир Мазго (дитяча література)
- Олесь Карлюкевич (критика та літературознавство)
- Олесь Бодак (журналістика)
- Наталія Голубєва (краєзнавство)
- Микола Шабович (сатира і гумор)
- Андрій Скаринкін (жанр пісні)

### 2009
- Олександр Соколов (проза)
- Григорій Соколовський (поезія)
- Ірина Масляніцина (драматургія)
- Микола Чернявський (дитяча література)
- Анатолій Мясников (критика та літературознавство)
- Василь Ширко (журналістика)
- Михась Слива (сатира і гумор)
- Людмила Кебіч (пісенний жанр)

### 2010
- Віктор Правдін (проза)
- Микола Мятлицький (поезія)
- Олена Попова (драматургія)
- Олена Масла (дитяча література)
- Тетяна Шамякіна (критика та літературознавство)
- Володимир Савліч (журналістика)
- Казимир Камейша (краєзнавство)
- Валерій Гришкавець (переклад)
- Костянтин Нілов (пісенний жанр)

### 2011
- Микола Ільїнський (проза)
- Олег Салтук (поезія)
- Федір Палачанін (драматургія)
- Микола Малявко (дитяча література)
- Зіновій Пригодич (критика та літературознавство)
- Анатолій Статкевич-Чабаганов (краєзнавство)
- Володимир Скоринкін (переклад)
- Юлія Зарецька (сатира і гумор)
- Іван Юркін (жанр пісні)

### 2012
- Василь Макаревич (поезія)
- Андрій Карелін (драматургія)
- Євген Хвалей (дитяча література)
- Іван Саверченко (критика та літературознавство)
- Микола Мікулич (журналістика)
- Микола Борисенко (краєзнавство)
- Ірина Качаткова (переклад)
- Борис Кавалерчик (сатира і гумор)
- Іван Юркін (жанр пісні)

У номінації «проза» переможця не визначено.

### 2013
- Олександр Биков (поезія)
- Олесь Савицький (проза)
- Тетяна Сівець (дитяча література)
- Євген Городницький (критика та літературознавство)
- Володимир Навумович (журналістика)
- Олександр Валкович (краєзнавство)
- Андрій Тявловський (переклад)
- Анатолій Андреєв (пригодницька література)
- Іван Титавець (пісенний жанр)[4]